# Лумер, Лорн
Лорн Кеннет Лумер (англ. Lorne Kenneth Loomer; 11 марта 1937, Виктория — 1 января 2017, Виктория) — канадский гребец, выступавший за сборную Канады по академической гребле в 1956—1960 годах. Чемпион летних Олимпийских игр в Мельбурне (1956), победитель Игр Содружества, победитель и призёр регат национального значения, чемпион Канады (1956, 1958). Также был известен как тренер по гребле и художник.

## Биография
Занимался академической греблей во время учёбы в Университете Британской Колумбии в Ванкувере, куда поступил в 1954 году. Состоял в местной гребной команде «Тандербёрдс», неоднократно принимал участие в различных студенческих регатах.
Наивысшего успеха в своей спортивной карьере добился в сезоне 1956 года, когда вошёл в основной состав канадской национальной сборной и благодаря череде удачных выступлений удостоился права защищать честь страны на летних Олимпийских играх в Мельбурне. В программе распашных четвёрок без рулевого совместно с Уолтером д’Ондтом, Арчибальдом Маккинноном и Дональдом Арнольдом в финале обошёл всех своих соперников, в том числе почти на десять секунд опередил ближайших преследователей из США — тем самым завоевал золотую олимпийскую медаль. Ещё на канадских отборочных соревнованиях в июле (Королевская канадская Хенлейская регата) ими был установлен неофициальный мировой рекорд (6:04,8), продержавшийся до 1986 года.
После мельбурнской Олимпиады Лумер остался в составе гребной команды Канады на ещё один олимпийский цикл и продолжил принимать участие в крупнейших международных регатах. Так, в 1958 году он выступил на чемпионате Канады и Играх Британской империи и Содружества наций в Кардиффе, где одержал победу в восьмёрках.
Находясь в числе лидеров канадской национальной сборной, благополучно прошёл отбор на Олимпийские игры в Риме. На сей раз стартовал в безрульных двойках, вместе с напарником Китом Дональдом не смог пройти дальше предварительного квалификационного этапа. Вскоре по окончании этих соревнований завершил спортивную карьеру. В некоторых источниках он включается в состав канадской восьмёрки, завоевавшей серебряные медали.
Впоследствии проявил себя на тренерском поприще, в 1963 году основал и возглавил гребную программу Викторианского университета. Также в течение многих лет работал по своей основной специальности фармацевтом. Увлекался изобразительным искусством, работал учителем рисования акварелью, в молодости работал в мастерской Бертрама Чарльза Биннинга.
Был женат на датчанке Элизабет Бeсс, сестре известного яхтсмена Клауса Бесса.
За выдающиеся спортивные достижения введён в Зал славы спорта Канады (1957), Канадский олимпийский зал славы (1958), Зал славы спорта Британской Колумбии (1966, 1977), Зал славы спорта Университета Британской Колумбии (1993), Зал славы спорта Викторианского университета (2002), Зал славы академической гребли Канады (2018).